# Aldyn Dashka
Aldyn Dashka — шестой студийный альбом группы Ят-ха, вышедший в 2001 году. Второе название альбома — The Golden Cup (с англ. — «Золотая Чаша»). Материал для альбома создавался в течение 1998—1999 годов. Официальный релиз состоялся 11 сентября 2001 года

## Стиль, отзывы критиков
В альбоме используются стили горлового пения, такие как каргыраа (песни «Oy Adym», «Chedi Tei», «Sambazhyktyn — Yry») и хоомей (песня «Oi Moroz»). Музыкальный критик Крис Никсон в своей рецензии отметил, что на этом диске горловое пение по-прежнему остаётся главной «визитной карточкой» группы, однако музыкальный уровень композиций стал заметно выше — инструментальные партии, по его мнению, исполнены весьма качественно.

## Список композиций
1. Oy Adym
2. Tozhu Kyzy
3. Chorumal Bodym
4. Kozhamyk
5. Chedi Tei
6. Tyva Kyztar
7. Takh — Pakh Chaskhy Tan
8. Bai — La Mongyn
9. Oi Moroz
10. Sambazhyktyn — Yry
11. Khary Kyigy
12. Aldyn Dashka

## Участники записи
- Альберт Кувезин — горловое пение (1, 6, 10), гитара (2-7, 9, 11), вокал (3, 6-7, 11), бэк-вокал (4, 9, 12)
- Алдын-оол Севек — вокал (1-2, 4-5, 9-10, 12), комус (4,6), бэк-вокал (6), горловое пение (9)
- Михаил «Махмуд» Скрипальщиков — бас-гитара (2-7, 9, 11)
- Радик Тюлюш — горловое пение (6, 8), бэк-вокал (2, 5, 8)
- Евгений Ткачёв — ударные (4-7, 9, 11-12)